# Châtelus-Malvaleix
Châtelus-Malvaleix (okcitansko Chastelus) je naselje in občina v francoskem departmaju Creuse regije Limousin. Leta 2007 je naselje imelo 574 prebivalcev.

## Geografija
Kraj leži v pokrajini Marche 23 km severovzhodno od Guéreta.

## Uprava
Châtelus-Malvaleix je sedež istoimenskega kantona, v katerega so poleg njegove vključene še občine Bétête, La Cellette, Clugnat, Genouillac, Jalesches, Nouziers, Roches, Saint-Dizier-les-Domaines in Tercillat s 3.792 prebivalci.
Kanton Châtelus-Malvaleix je sestavni del okrožja Guéret.
1. ↑  »Populations légales 2016«. Nacionalni inštitut za statistične in gospodarske raziskave. Pridobljeno 25. aprila 2019.